# Garden City (Utah)
Garden City è una città degli Stati Uniti d'America, situata nello Stato dello Utah, nella Contea di Rich.